# Frente de Acción para la Renovación y el Desarrollo
El Frente de Acción para la Renovación y el Desarrollo (en francés: Front d'action pour le renouveau et le développement) y abreviado como FARD-Alafia, es un partido político de Benín. Fue fundado en 1994 para apoyar la candidatura de Mathieu Kérékou en las elecciones presidenciales de Benín de 1996.  Posteriormente, Kérékou se presentó como candidato para la reelección por dicho partido en 2001, obteniendo una abrumadora victoria luego de que varios partidos políticos decidieran boicotear la segunda vuelta.
En 2003, obtuvo 31 de los 83 escaños en las elecciones parlamentarias, formando una alianza con el Partido Socialdemócrata. Su actual líder es Jerome Sacca Kina Guezere, el cual sucedió a Daniel Tawéma en 2004. Tawéma se presentó como candidato a las presidenciales de 2006, pero recibió tan solo el 0.60% de los votos.